# Румен Александров (музикант)
Вижте пояснителната страница за други личности с името Румен Александров.
Румен Александров е български музикант. Участва като басист в музикалните рок групи: Атлас (1985 – 1987); 5XL (1996 – 2011); Камен Кацата (2013–настояще) и Сточна гара (2013–настояще). Alexandroff Ragtime Band (1986–настояще), Шапка на тояга (2018-настояще)

## Биография
Роден е на 12 септември 1952 г. в град София. Завършва 31-во СОУ и Медицинската академия в София, където завършва медицина. От средата на 70-те се занимава професионално с музика.

## Музикална кариера

### Атлас
В края на 80-те е част от Атлас.

### Alexandroff Ragtime Band
През 1986 Александров създава Alexandroff Ragtime Band.

### Камен Кацата
През 2013 заедно с Камен Кацата създава група Сточна гара.
Шапка на тояга – Rockabilly Band. От 2018 г., Мери Начева – вокал, Георги Денков – китари и вокал, Румен Александров – бас укулеле, Цецо Бонев – барабани.